# Spongiforma squarepantsii
Spongiforma squarepantsii é uma espécie de fungo da família Boletaceae. Endêmico da Malásia, onde pode ser encontrado no estado de Sarawak na ilha de Bornéu. Os cientistas assim o batizaram por causa de sua semelhança com o personagem Bob Esponja, cujo nome em inglês é Spongebob Squarepants.